# Asterion
Den här artikeln behandlar Asterion, flodguden i grekisk mytologi, Asterion var även ett annat namn på Minotauros.
Asteriôn (grek. Αστεριων) var en flodgud i grekisk mytologi. Han bodde i floden som flöt förbi Heraion på Argos på Peloponnesos. 
Han var far till de tre asterioniderna Akraia, Euboia och Prosymna.